# Медаль «За взяття Берліна»
Медаль «За взяття́ Берлі́на» — медаль, державна нагорода СРСР. Введена указом Президії Верховної Ради СРСР 9 червня 1945 року. Автор медалі — художник Кузнєцов.

## Опис
Медаль «За взяття Берліна» має форму правильного круга діаметром 32 мм, виготовлена з латуні.
На лицьовому боці — напис «За взятие Берлина», над ним — п'ятикутна зірочка, під ним — дубовий напіввінок.
На зворотному боці — дата взяття Берліна «2 травня 1945», над датою — п'ятикутна зірочка. Усі написи та зображення на медалі — випуклі.
Медаль за допомогою вушка і кільця з'єднується з п'ятикутною колодочкою, обтягнутою шовковою муаровою стрічкою червоного кольору шириною 24 мм. Посередині стрічки — п'ять подовжніх смужок рівної ширини (три чорні та дві помаранчеві) та дві вузькіші стрічки помаранчевого кольору.

## Нагородження медаллю
Медаллю «За взяття Берліна» нагороджувалися військовослужбовці Радянської Армії, Військово-морського флоту та військ НКВС, які брали участь у штурмі і захопленні Берліна у період з 22 квітня по 2 травня 1945 року, а також організатори і керівники цієї військової операції.
Медаль носиться на лівій стороні грудей, за наявності у нагородженого інших медалей СРСР розташовується після медалі «За взяття Відня».
Загалом медаллю «За взяття Берліна» було проведено понад 1 100 000 нагороджень.